# برادلی وایتفورد
برادلی وایتفورد (به انگلیسی: Bradley Whitford) (زاده ۱۰ اکتبر ۱۹۵۹) بازیگر آمریکایی است.

## بخشی از فیلم‌شناسی
از کارهای او می‌توان به بازی در فیلم زیر اشاره کرد.
- ماجراهای نگهداری از کودکان (۱۹۸۷)
- اسلحه‌های جوان ۲ (۱۹۹۰)
- بی‌گناه (۱۹۹۰)
- بیداری‌ها (۱۹۹۰)
- علائم حیاتی (۱۹۹۰)
- بوی خوش زن (۱۹۹۲)
- پلیس آهنی ۳ (۱۹۹۳)
- زندگی من (۱۹۹۳)
- یک دنیای بی‌نقص (۱۹۹۳)
- فیلادلفیا (۱۹۹۳)
- موکل (۱۹۹۴)
- بیلی مدیسن (۱۹۹۵)
- هموطنان آمریکایی من (۱۹۹۶)
- گوشه قرمز (۱۹۹۷)
- میوز (۱۹۹۹)
- مرد دویست ساله (۱۹۹۹)
- خواهری از سفر آرزوها (۲۰۰۵)
- منهتن کوچک (۲۰۰۵)
- یک جنایت آمریکایی (۲۰۰۷)
- شوک بطری (۲۰۰۸)
- کلبه‌ای در جنگل (۲۰۱۲)
- رمزگشایی آنی پارکر (۲۰۱۳)
- ساوانا (۲۰۱۳)
- نجات آقای بنکس (۲۰۱۳)
- من نور را دیدم (۲۰۱۵)
- دیگر مردم (۲۰۱۶)
- برو بیرون (۲۰۱۷)
- مگان لیوی (۲۰۱۷)
- کاغذها (۲۰۱۷)
- اتفاقی از نسبت‌های یادبود (۲۰۱۷)
- تاریک‌ترین ذهن‌ها (۲۰۱۸)
- گودزیلا (۲۰۱۹)
- فیل (۲۰۱۹)
- سرجیو (۲۰۲۰)
- چگونه پایان می‌پذیرد (۲۰۲۱)